# Reflectiecyclus van Korthagen

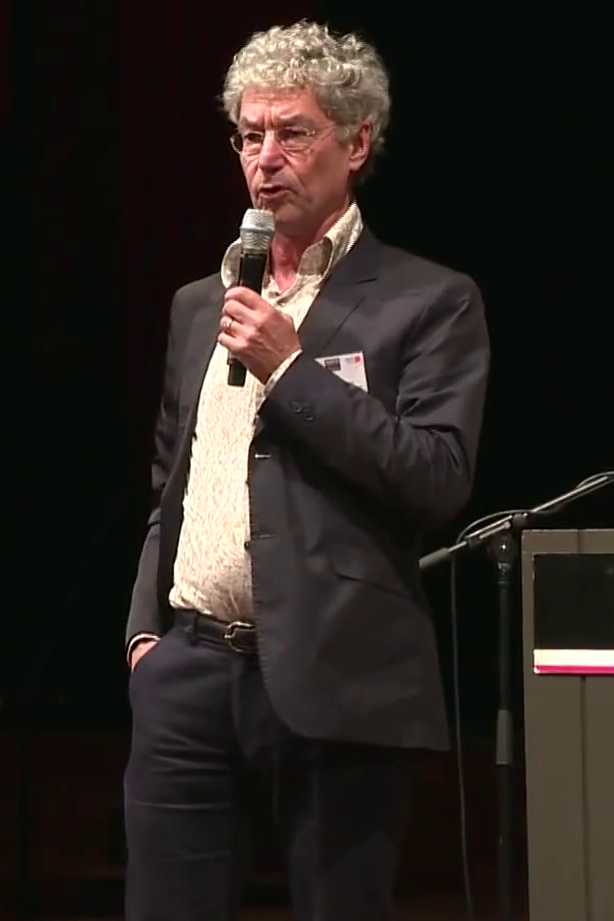
Onderwijskundige Fred Korthagen

De reflectiecyclus van Korthagen is een hulpmiddel of strategie voor zowel docenten als leerlingen om zicht te krijgen op hun onderwijskundig functioneren en dit (zelfstandig) bij te sturen. Door deze cyclus stapsgewijs toe te passen zou men systematisch leren reflecteren, daar reflecteren een aan te leren vaardigheid is. Onder reflectie verstaat men het menselijk vermogen om gestructureerd terug te blikken op en na te denken over het eigen handelen.
De Nederlandse onderwijskundige Fred Korthagen ontwikkelde in 1993 een ideaaltypisch model van vijf fasen om het reflecteren te structureren, naar analogie van leercyclus van David Kolb.

## Faseverloop van de cyclus

### Schema
- Fase 1: Handelen (=fase 5 vorige cyclus)
  - Wat wilde ik bereiken?
  - Waar wilde ik op letten?
  - Wat wilde ik uitproberen?

- Fase 2: Terugblikken op het handelen
  - Wat gebeurde er concreet?
    - Leerlingperspectief
      - Wat wilde ik?
      - Wat deed ik?
      - Wat dacht ik?
      - Wat voelde ik?

    - Leraarperspectief
      - Wat wilden de leerlingen?
      - Wat deden de leerlingen?
      - Wat dachten de leerlingen?
      - Wat voelden de leerlingen?

- Fase 3: Bewust worden van essentiële aspecten
  - Hoe hangen de antwoorden op de vorige vragen met elkaar samen?
  - Wat is daarbij de invloed van de context/de school als geheel?
  - Wat betekent dit nu voor mij?
  - Wat is dus het probleem (of de positieve ontdekking)?

- Fase 4: Formuleren van alternatieven
  - Welke alternatieven zie ik?
  - Welke voor- en nadelen hebben die?
  - Wat neem ik mee nu voor de volgende keer?